# Rolf Jülich
Rolf Jülich (* 10. Juli 1932 in Swinemünde; † Juli 2005 in Tangstedt) war ein deutscher Schauspieler und Synchronsprecher. 

## Leben
Rolf Jülich, Sohn eines Musikers, absolvierte zunächst eine Lehre als Koch und besuchte im Rahmen eines Stipendiums die Hannoversche Schauspielschule, gegen den Willen seiner Mutter. 1951 überreichte ihm Gustaf Gründgens nach bestandener Prüfung sein Diplom. Sein erstes Engagement hatte er ab 1955 bei Heinz Hilpert am Deutschen Theater in Göttingen, wo er bis 1970 blieb.
Ab Mitte der 1960er Jahre war Rolf Jülich auch in Film- und Fernsehproduktionen zu sehen. Er spielte in Die Gentlemen bitten zur Kasse, John Oldens Fernseh-Dreiteiler über den spektakulären Postraub, der sich 1963 in England ereignete, neben Eva Mattes im Drama Supermarkt, in der ARD-Krimiserie Der blinde Richter über den englischen Richter Sir John Fielding (1721–1780) sowie in der halbdokumentarischen Reihe Danziger Mission über die Tätigkeit des Schweizer Diplomaten Carl Jacob Burckhardt. Außerdem verkörperte er in zwei Filmen der Fernsehreihe Tatort den Assistenten der Kommissarin Wiegand, (Karin Anselm). 
Daneben war Jülich umfangreich als Sprecher für Hörfunk, Hörspiel und Synchronisation tätig. So ist seine Stimme u. a. auf Hörspielen der Reihen Die drei Fragezeichen, Masters of the Universe (als „Zoar“), Marshall Bravestarr (als „Fuzz“) und Dämonenkiller zu hören. Er sprach außerdem den Charakter "Bill Cunningham" der beliebten Abenteuerreihe (u. a. Die Burg der Abenteuer, Die Insel der Abenteuer). Für mehrere Hörspiele das Labels maritim nach Kriminalromanen von Edgar Wallace sprach er die Rolle des ermittelnden „Captain Stone“ und für die Perry-Rhodan-Hörspiele des Labels Europa als „Reginald Bull“ die zweite Hauptrolle.
Darüber hinaus synchronisierte er u. a. Robert Duvall (Gefährliche Beichte), Vincent Price (als „Egghead“ in der Fernsehserie Batman), Mako (Highlander III – Die Legende), Noble Willingham (in Walker, Texas Ranger), Richard Herd (V – Die außerirdischen Besucher kommen), Roger E. Mosley (in der Erstsynchronisation der Krimiserie Magnum) sowie in der Nachfolge von Wolfgang Kieling und Horst Schön den Bert in der Kindersendung Sesamstraße. Außerdem betätigte er sich auch als Dialogbuchautor und Synchronregisseur. 
Rolf Jülich lebte zuletzt in Tangstedt-Wilstedt. Er starb Ende Juli 2005 im Alter von 73 Jahren.

## Filmografie (Auswahl)
- 1966: Die Gentlemen bitten zur Kasse
- 1974: Supermarkt
- 1974: Die Jungefrau von Orléans
- 1982: Tatort – Blaßlila Briefe
- 1982: Die Aufgabe der Dr. med. Graefe
- 1983: Tatort - Peggy hat Angst
- 1984: Der blinde Richter
- 1985: Grenzenloses Himmelblau